# Phare d'Hoburg
Le phare d'Hoburg (en suédois : Hoburgs fyr) est un phare situé devant les stacks d'Hoburgen, appartenant à l'unique commune de Gotland, dans le Comté de Gotland (Suède).
Le phare d'Hoburg est inscrit au répertoire des sites et monuments historiques par la Direction nationale du patrimoine de Suède .

## Histoire
Le phare, mis en service le 1er octobre 1846. En 1915, il a reçu une lentille de Fresnel de 1er ordre qui est toujours en fonctionnement. Il marque la pointe sud-ouest de Gotland. Le phare a été électrifié en 1951 et automatisé en 1978. Durant l'été  la tour est ouverte aux touristes.

## Description
Le phare est une tour cylindrique de 21,7 mètres de haut, avec une galerie et une lanterne. Le phare est peint en blanc avec une large bande noire sous la galerie et le dôme de la lanterne noire est blanc. Il émet, à une hauteur focale de 58 mètres, un éclat blanc toutes les 5 secondes. Sa portée nominale est de 27 milles nautiques (environ 50 km).
Identifiant : ARLHS : SWE-3031 ; SV-4230 - Amirauté : C7210 - NGA : 9736 .
|          |
| Le phare |

|             |
| La lentille |

### Lien connexe
- Liste des phares de Suède